# Helma Lehmann
Helma Lehmann, född den 23 juni 1953 i Plaue an der Havel i Tyskland, är en östtysk roddare.
Hon tog OS-guld i åtta med styrman i samband med de olympiska roddtävlingarna 1976 i Montréal.